# Jeremy Ferguson
Jeremy Miles Ferguson (Jinxx), född 7 januari 1981 i Webster City, Iowa, är en amerikansk gitarrist, pianist, violinist och rytmgitarrist i amerikanska rockbandet Black Veil Brides.

## Biografi
Jinxx gick med Black Veil Brides i mitten av 2009, då Andy Biersack höll på att omgruppera sitt band i Hollywood, Kalifornien. Han har också spelat i banden The Dreaming, Amen, Team Cybergeist, 80 Proof Riot och The Drastics.  Han är starkt influerad av klassisk musik och klassiska kompositörer, såsom Bach och Beethoven. Den första skivan han någonsin ägde var Metallicas fjärde album, ...And Justice for All, och han lärde sig varje låt från början till slut. Han och kollegan från Black Veil Brides gitarristen Jake Pitts (som också var med i 80 Proof Riot) vann Revolver Magazine Golden Gods Award för "Best Guitarists  2012".

## Diskografi
- 2006 – The Dreaming (Dreamo EP) – låtskrivare, gitarr, violin
- 2008 – The Dreaming (Etched In Blood) – låtskrivare, gitarr, bakgrundssång
- 2010 – Black Veil Brides (We Stitch These Wounds) – låtskrivare, gitarr, stränginstrument, keyboard, bakgrundssång
- 2011 – Black Veil Brides (Set the World on Fire) – låtskrivare, gitarr, stränginstrument, keyboard, bakgrundssång
- 2013 – Black Veil Brides (Wretched and Divine: The Story of the Wild Ones) – låtskrivare, gitarr, stränginstrument, keyboard, bakgrundssång
- 2014 – Black Veil Brides (Black Veil Brides) – låtskrivare, gitarr, stränginstrument, keyboard, bakgrundssång
- 2016 – September Mourning (Volume II) – violin på "Skin and Bones"
- 2017 – Marty Friedman (Wall of Sound) – samarbete, violin på "Sorrow and Madness"
- 2018 – Black Veil Brides (Vale) – låtskrivare, gitar, stråkinstrument, keyboard
- 2018 – Dianthus (Worth Living For) – musikproducent, stråkinstrument
- 2019 – Aesthetic Perfection (Into The Black) – gitarr